# 烏承玼
乌承玼（?—?），字德润，唐朝张掖人。
曾祖父左武衛大將軍烏察，祖父左領軍大將軍烏令望，父亲左武衛中郎將烏蒙。开元年间，乌承玼与族兄乌承恩为平卢先锋，沉勇果决，号“辕门二龙”。契丹可突于杀契丹王李邵固降后突厥，奚族大乱，奚王李鲁苏带着族属及李邵固妻儿归唐。开元十八年（730年），奚、契丹入寇，可突于进犯平卢，唐军先锋使乌承玼在捺禄山将其击败。开元二十二年，诏信安王李祎率幽州长史赵含章分几路进攻奚、契丹，赵含章与敌人遭遇，敌人望风而逃。乌承玼对赵含章说：“奚和契丹都是凶猛强大的敌人，前日逃走，并不是惧怕我们，而是想引诱我们上当。我们还是按兵不动，静观他们的变化为好。”赵含章不信，追到白山与敌人交战，果然中计大败。乌承玼率兵从赵含章右侧杀出来，攻击敌人，打败契丹。三月二十六日，李祎等人将奚、契丹打得大败，斩首万计，可突于奔北奚。
渤海国大武艺与弟大门艺作战，大门艺归唐，唐玄宗下诏让他和太仆卿金思兰发范阳、新罗兵十万讨伐，无功。大武艺遣人到东都刺杀大门艺，引兵至马都山，杀城邑军民。乌承玼阻断要道，以大石堵路，绵延四百里，渤海军不得入。于是流民得还，士兵得以休整，脱铠甲而耕作，每年省度支运钱。
安史之乱时，安庆绪派史思明守范阳，史思明恃兵自固。安庆绪密派阿史那承庆、安守忠监督，想要除掉他。至德二载（757年）乌承玼劝史思明：“唐家中兴，与天下更始，安庆绪就好似树叶上的露水，难以长久。大夫你为何要与他一起灭亡。如果归顺朝廷，就可以洗刷掉以前背叛过错，真是易于反掌。”史思明认为他说得正确，斩阿史那承庆等，向唐朝奉表听命。乌承恩为冀州刺史，冀州失守，史思明护送他到东都，唐肃宗派乌承恩从云中到幽州劝说史思明，与乌承玼谋划寻找机会刺杀史思明。乾元元年（758年）计划失败，史思明派人用棍子打死了乌承恩父子，被株连而死的有二百余人。乌承玼逃奔太原李光弼，表为冠军将军，封昌化郡王，为石岭军使。王思礼为节度使，军政倚靠他。很久以后，称病还京师，官至右威衛將軍、檢校殿中監，去世时九十岁。

## 子孙
- 乌重胤，字保君，天平節度使、守司徒、邠國公。
  - 乌漢弘，左羽林將軍。
  - 乌行專，密州刺史。
  - 乌漢貞，左金吾將軍。
  - 乌行方，河南丞。
  - 乌漢封，衛尉寺丞。
  - 乌漢章，右驍衛倉曹參軍。
  - 乌行思，左衛倉曹參軍。
  - 乌行初，佐卫曹参军。[1]
- 乌重元